# Pont de Hedel
Le pont de Hedel est un pont en arc fixe et en poutres franchissant la Meuse, dans les provinces de Gueldre et du Brabant-Septentrional, aux Pays-Bas. Le pont porte la rue Treurenburg reliant Bois-le-Duc à Hedel.

## Histoire

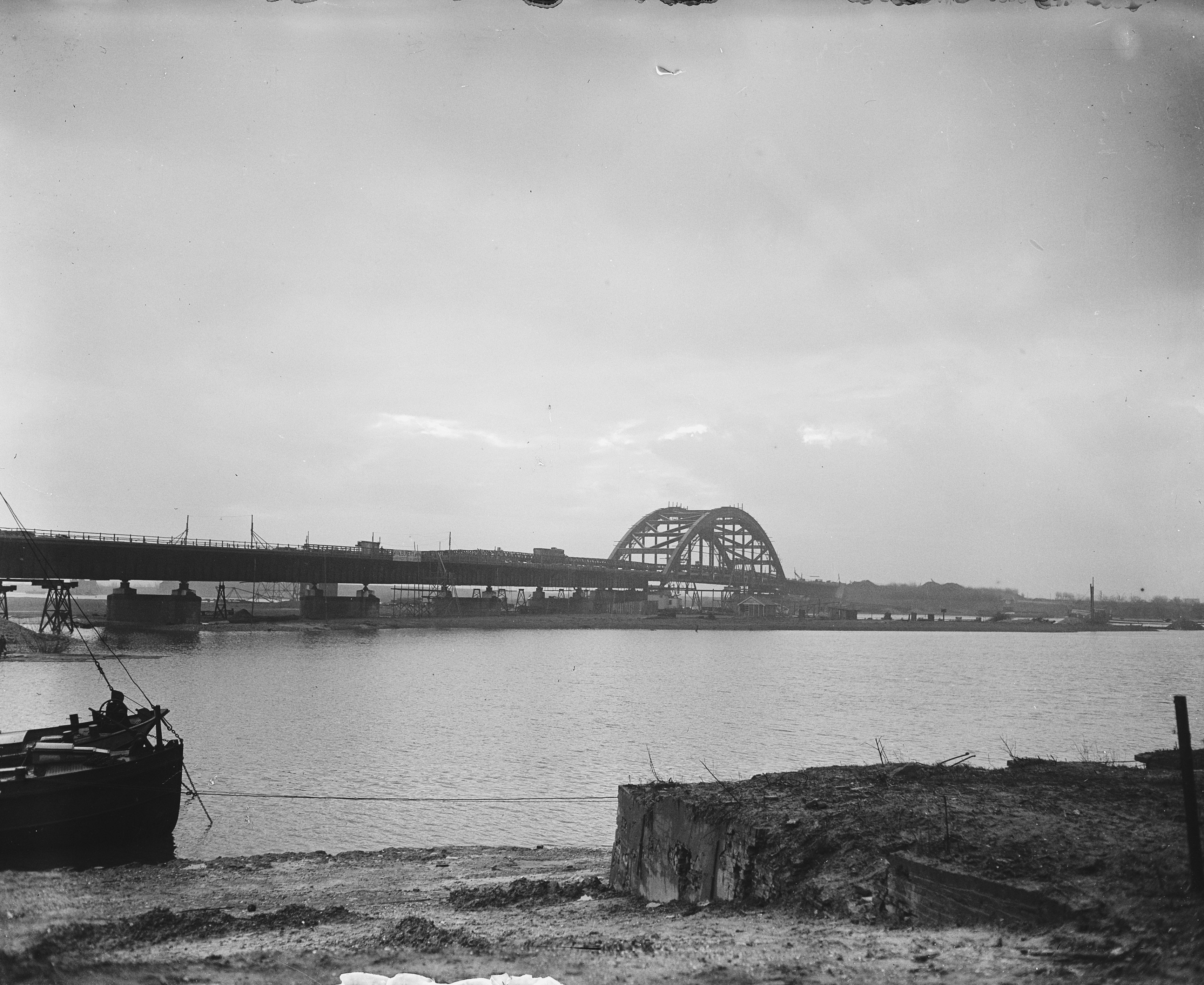
Le pont d'Hedelse au XXe siècle.

Avant la construction du pont actuel, il y avait un ferry qui permettait une liaison entre Bois-le-Duc et la partie néerlandaise coupée par la Meuse. Bien avant la construction d'un pont fixe, on pouvait y trouver un pont composé de navires rangés l'un à côté de l'autre. Ce pont fut fonctionnel de 1864 à 1937. C'est cette année là que le pont en arc fixe a été inauguré. Le pont, sur sa partie brabançonne, c'est-à-dire du côté de Bois-le-Duc, se nomme Treurenburg.
Le pont en arc a été dynamité en 1940 et l'ancien pont composé de navires a été remis en place jusqu'en 1942 avant d'être de nouveau détruit en 1944. En 1948, un pont Bailey fut mis en place qui a été remplacé par un pont fixe la même année.
Le pont était censé accueillir l'autoroute A2 mais en raison d'un trafic routier de plus en plus important, un nouveau pont a été érigé quelques centaines de mètres plus en amont du fleuve.